# Іштван Хевеші
Іштван Хевеші (угор. István Hevesi, 2 квітня 1931 — 9 лютого 2018) — угорський ватерполіст.
Олімпійський чемпіон 1956 року, бронзовий призер 1960 року.